# Pfullendorf
Pfullendorf er en by og en kommune i Landkreis Sigmaringen i den tyske delstat Baden-Württemberg, og den en tidligere fri rigsstad.

## Geografi
Pfullendorf ligger omkring 20 kilometer nord for Bodensee i landskabet Linzgau.
Pfullendorfer område ligger ved det Europæiske hovedvandskel mellem Rhinen og Donau. Vandskellet går gennem Straß, syd for landsbyen Denkingen mod Aftholderberg der er en moræne fra Würm-istiden.
Vandløbet Andelsbach løber fra Höchsten (833 moh.) ud i Ablach og viere til Donau. Linzer Aach løber mod Bodensee og Rhinen.

### Nabokommuner
- Krauchenwies
- Ostrach
- Illmensee
- Heiligenberg
- Herdwangen-Schönach
- Wald (Hohenzollern)

### Inddeling
I 1970'erne blev landsbyerne Denkingen (med bebyggelserne Andelsbach, Langgassen, Straß og Hilpensberg), Aach-Linz (med Reute og Sahlenbach), Gaisweiler (med Tautenbronn og Bethlehem), Großstadelhofen (med Kleinstadelhofen, Krähenried, Sylvenstal, Furtmühle og Wattenreute), Mottschieß, Otterswang (med Litzelbach og Weihwang) og Zell am Andelsbach indlemmet i Pfullendorf.
| Våben                     | Bydel                   | indbyggere (2006) | Areal  |
| ------------------------- | ----------------------- | ----------------- | ------ |
| Pfullendorf               | Pfullendorf (byen)      | 10.500            | ?      |
| Denkingen                 | Denkingen               | 900               | ?      |
| Aach-Linz                 | Aach-Linz               | ?                 | ?      |
| Gaisweiler                | Gaisweiler- Tautenbronn | ?                 | 355 ha |
| Grossstadelhofen          | Großstadel- hofen       | ?                 | ?      |
| Mottschieß                | Mottschieß              | ?                 | ?      |
| Otterswang                | Otterswang              | 267               | 529 ha |
| Wappen Zell am Andelsbach | Zell am Andelsbach      | ?                 | ?      |